# Hubinsel

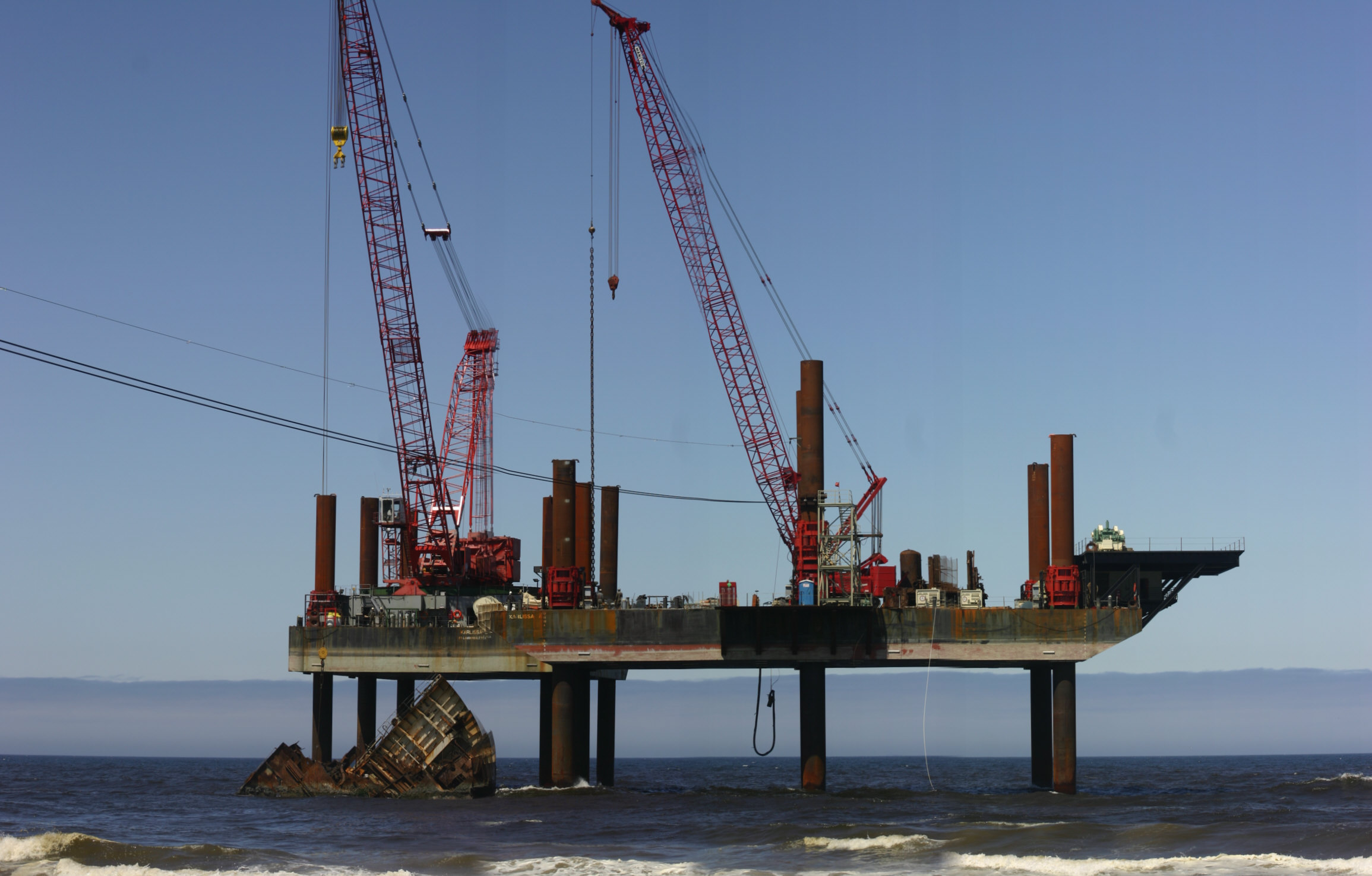
Hubinsel im Einsatz zur Wrackbergung

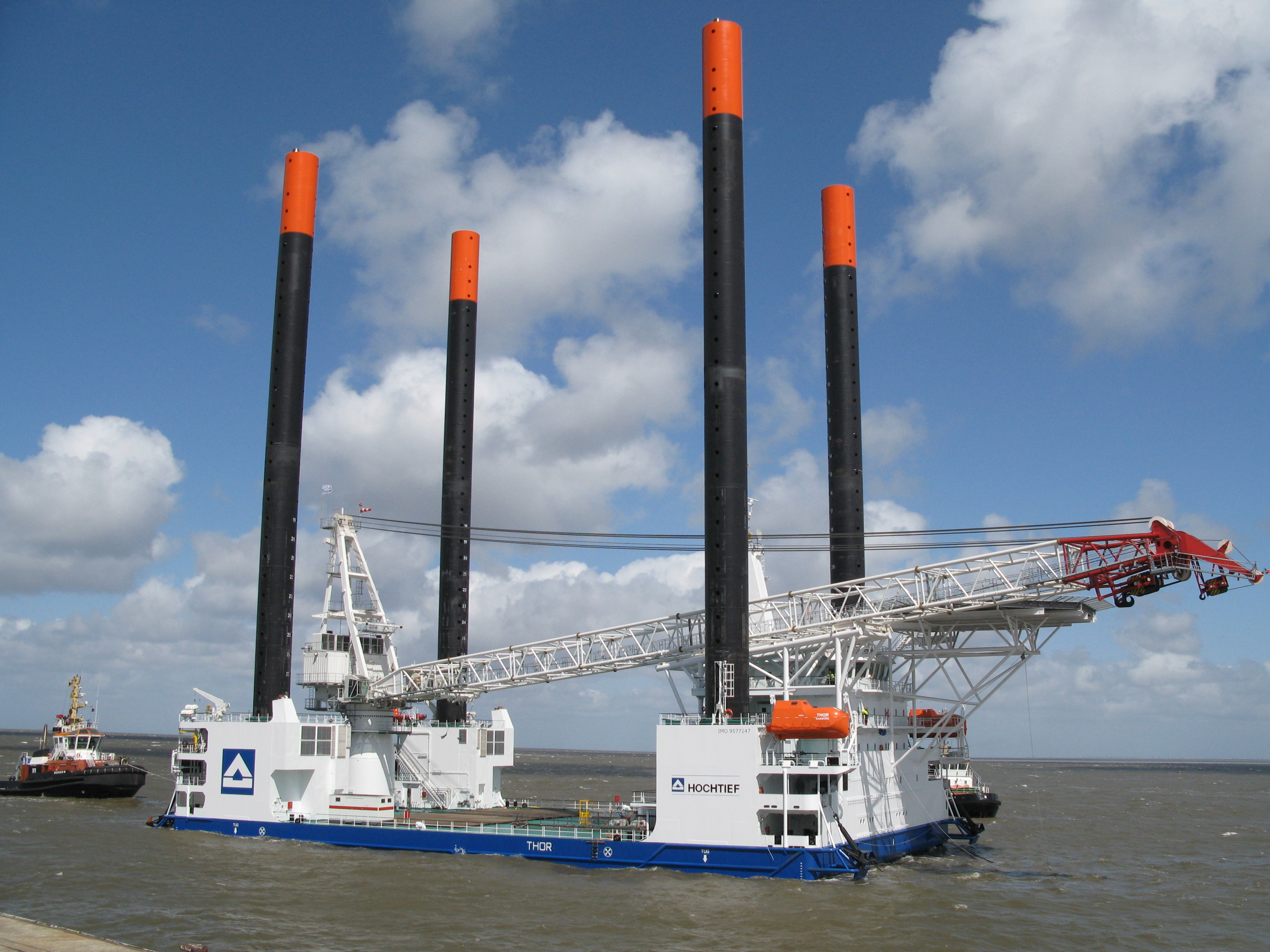
Hubinsel Thor von Hochtief beim Transport

Eine Hubinsel ist eine mobile Plattform im Wasser, die mit Hilfe von absenkbaren Standbeinen auf dem Meeresboden stehen kann. Sie hat im Gegensatz zu den Errichterschiffen keinen eigenen Antrieb, sondern wird mit Hilfe von Schleppern an neue Standorte gezogen.

## Betrieb
Eine Hubinsel wird mit gehobenen Standbeinen von Schleppern auf die gewünschte Position verfahren, wo dann die Beine abgesenkt werden. Durch Aufnahme von Ballastwasser und durch Anheben der Plattform über die Meeresoberfläche wird Druck auf die Beine ausgeübt, so dass diese sich fest im Meeresboden verankern. So entsteht eine fest mit dem Meeresboden verbundene Plattform.
Hubinseln sind nur in relativ flachem Wasser einsetzbar, je nach Typ maximal bis 130 m Wassertiefe.

## Verwendung

### Hafenbau
Im Hafenbau kommen Hubinseln insbesondere bei der Spundwand-Rammung vom Wasser aus (z. B. für Kaimauern) zum Einsatz. Sie dienen dabei als Arbeitsebene für die Rammgeräte und werden vor allem in Bereichen eingesetzt, in denen trotz hohem Seegang und Tidenhub eine hohe Rammgenauigkeit erforderlich ist.

### Bohrplattformen
Für Erdöl- oder Erdgasbohrungen sind Hubinseln als Bohrplattformen ein sehr verbreitetes Arbeitsmittel.

### Bau von Offshore-Windparks
Die Hubinsel Odin wurde 2004 gebaut und 2009 für Einsätze im Offshore-Bereich umgebaut. Dabei erhielt sie einen 300-Tonnen-Kran. Nach diesem Umbau war die Odin an der Errichtung von sechs der zwölf Windkraftanlagen für den ersten Offshore-Windpark in der deutschen AWZ „alpha ventus“ beteiligt.
Die Hubinsel Thor ist die erste Hubinsel, die speziell für das Aufstellen von Windkraftanlagen konstruiert wurde. Sie war zunächst für den Bau des Windparks BARD Offshore 1 verchartert. Jedes Standbein ist 82 Meter lang und wiegt 530 Tonnen. An jedem Fuß befindet sich ein Teller mit über acht Metern Durchmesser. Bei voller Beladung kann die Thor bis zu 10.000 Tonnen schwer sein. Tiefer als zwei Meter soll die Hubinsel nicht ins Sediment einsinken. Drei Stunden dauert es, die Beine schrittweise auszufahren.
Im Bereich der Errichtung von Offshore-Windparks werden vermehrt Errichterschiffe (Hubinsel mit eigenem Antrieb, stärkerem Kran und mehr Platz zum Transport von Bauteilen) eingesetzt. Durch das häufige Umsetzen bei der Aufstellung der einzelnen Windenergieanlagen ist ein eigener Antrieb von Vorteil. Außerdem sind speziell dafür vorgesehene Errichterschiffe dafür ausgelegt, mehrere komplette Windenergieanlagen (oder Teile davon) vom Verladehafen zu den Windpark-Projektflächen zu transportieren.
Für die Anlieferung und das Aufstellen von Umspannplattformen werden auch Hubinseln eingesetzt.